# Senna gaudichaudii
Senna gaudichaudii (лат.) — кустарник, вид рода Сенна (Senna) семейства Бобовые (Fabaceae), эндемик Квинсленда в Австралии и островов Тихого океана.

## Ботаническое описание
Senna gaudichaudii — многолетнее растение, кустарник высотой 0,5-4 м. Стебли древесные прямостоячие. Ветви изогнутые, раскидистые или прилегающие. Стебли и молодые веточки от редко до густо опушённых. Листья очередные, черешковые. На черешке раполагаются экстрафлоральные нектарные железы. Прилистники малозаметные зелёные, от треугольных до ланцетных или листовидно-шиловидных, шиловидно-ребристых. Листья перистые с 5-9 листочками, опушённые на одной или на обеих сторонах. Соцветия пазушные с заметными прицветниками. Цветки актиноморфные или несколько неправильной формы с чашечкой из 5 зеленовато-жёлтых лепестков. Плод — нераскрывающийся удлинённый боб с перегородками между семенами, сжатый между семенами, гладкий. Содержит 11 семян. Семена от яйцевидных до округлых, гладкие, оливковые, коричневые или чёрные.

## Таксономия
Видовое название gaudichaudii — в честь французского ботаника Шарля Годишо-Бопре (1789—1854), который внёс большой вклад в изучение гавайской флоры.

## Распространение и местообитание
Эндемик Квинсленда (Австралия) и основных островов Океании (Вануату, Тубуаи, Рапа-Ити, Хендерсон (Острова Питкэрн), Фиджи, Гавайские острова). Встречается в низких кустарниковых запослях, сухих лесах, прибрежных мезических лесах и смешанных мезических лесах на высоте 5-920 м на большинстве основных островов.

## Галерея

Senna gaudichaudii
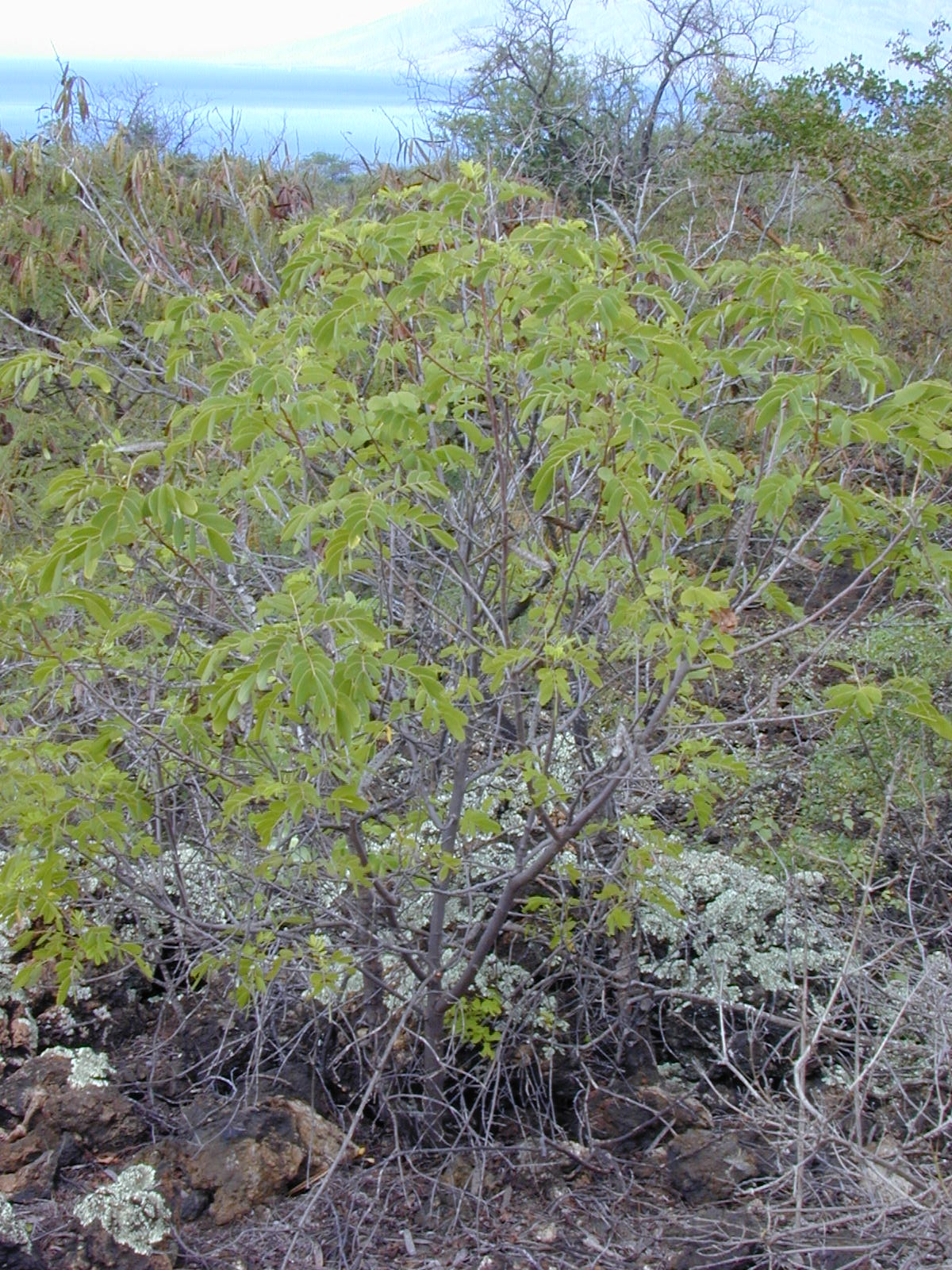
Общий вид
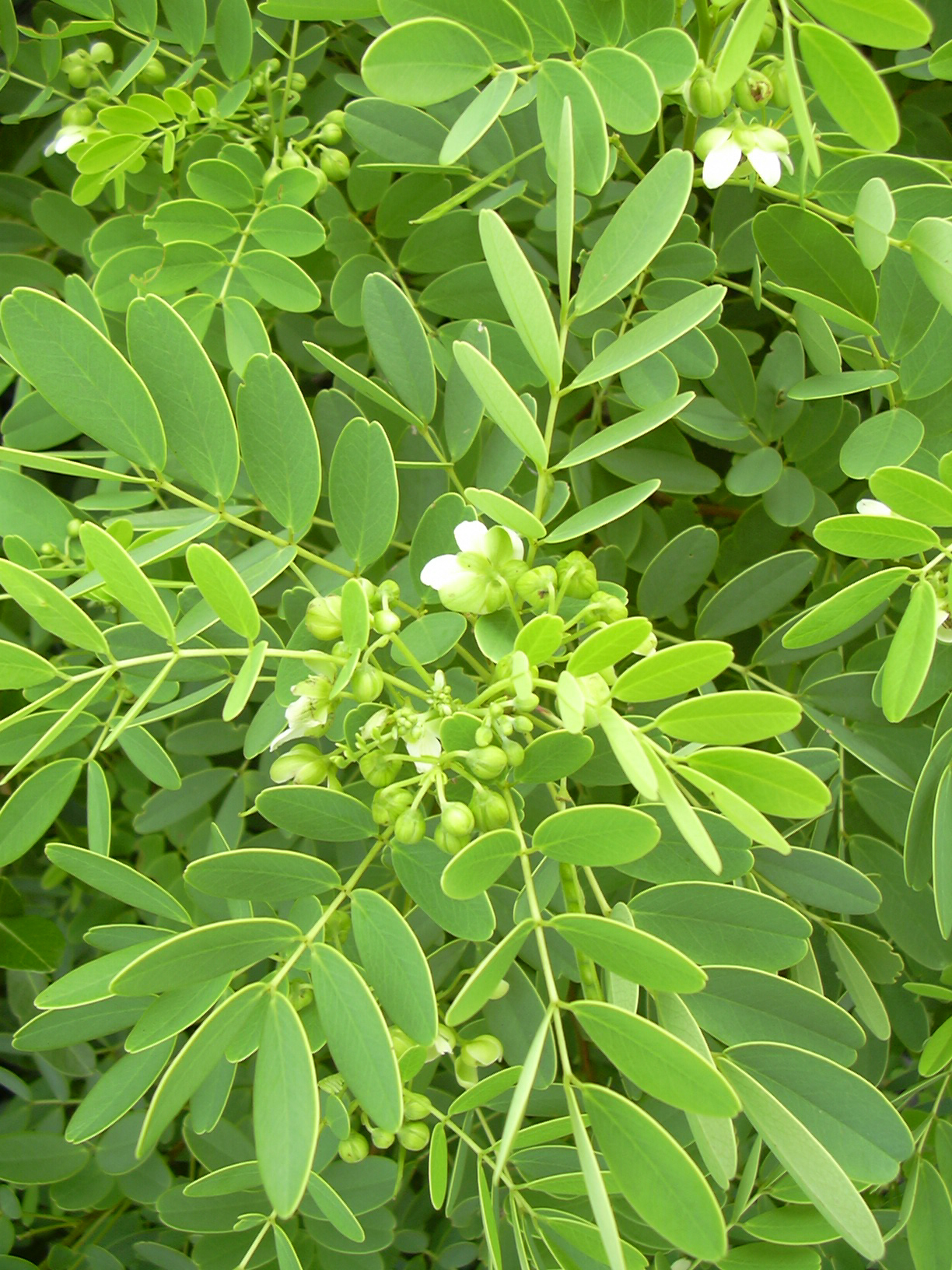
Листья
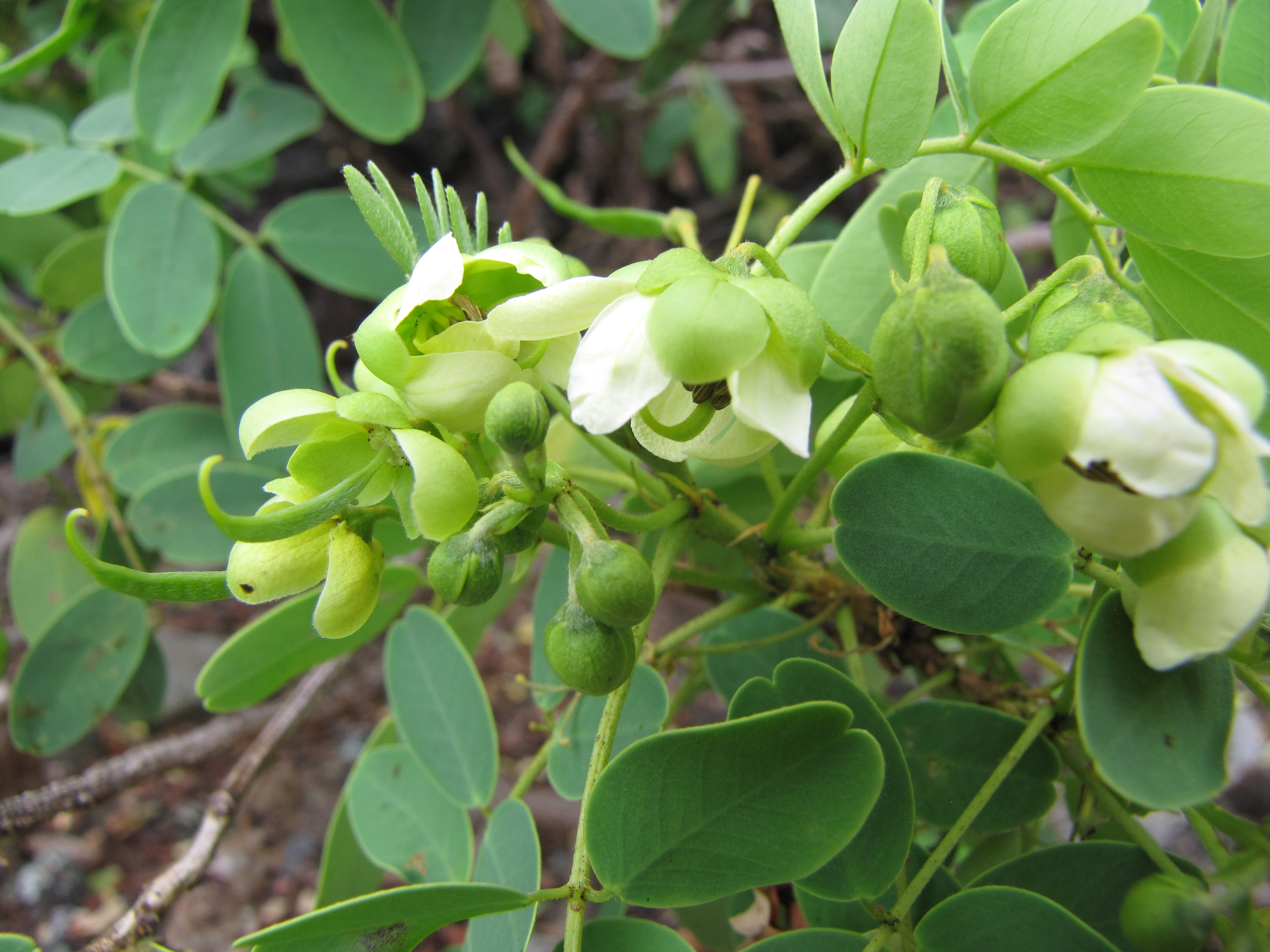
Соцветие
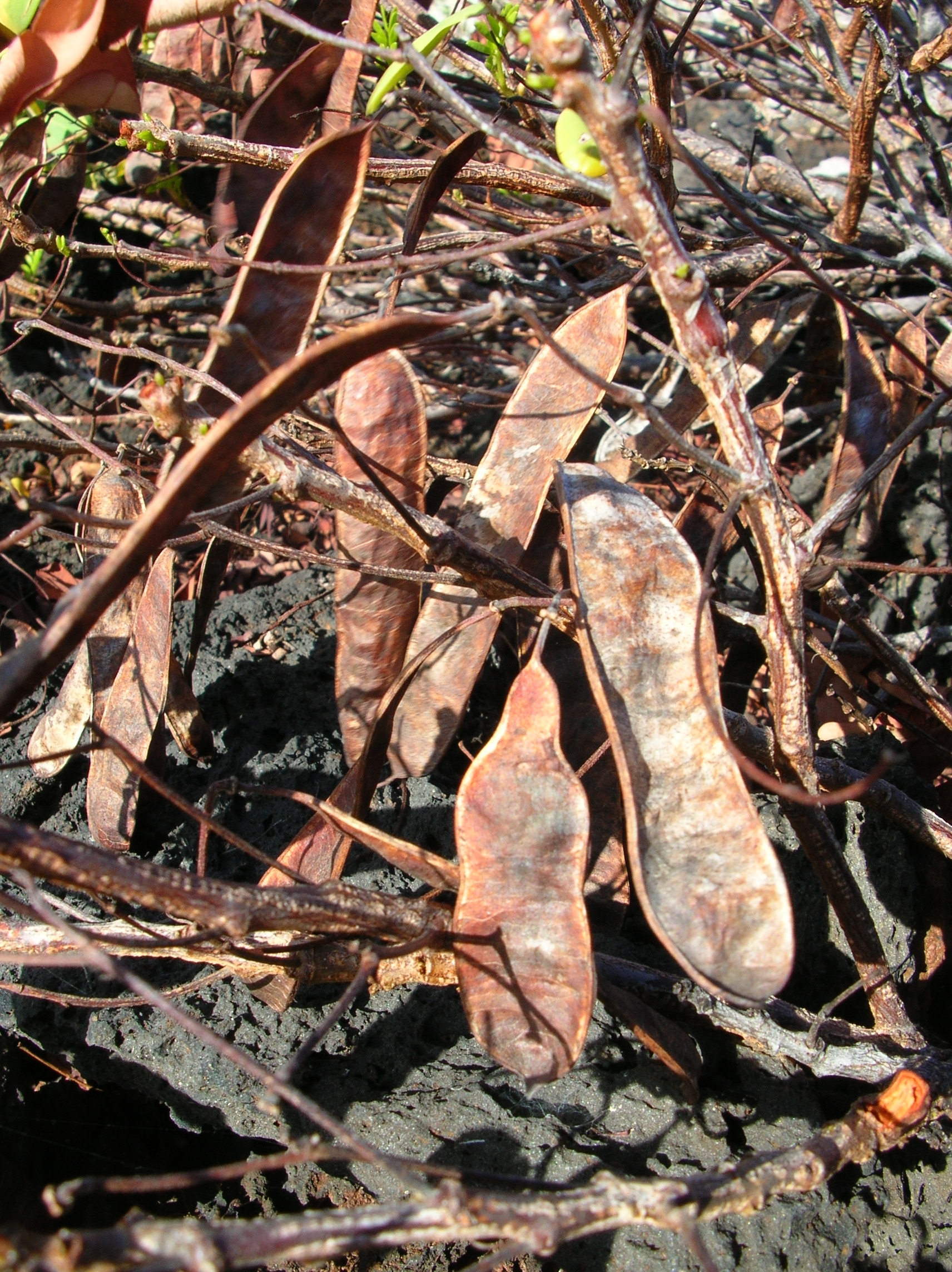
Бобы